# Танец Лои Фуллер
«Танец Лои Фуллер» (англ. Annabelle Serpentine Dance, 1895) — короткометражный немой фильм компании Томаса Эдисона, снятый с помощью кинетоскопа. Показана бродвейская танцовщица Аннабела Мур, исполняющая танец «серпантин».

## Описание
«Серпантин», или «змеиный танец», называется также «танцем Лои Фуллер» — по имени танцовщицы Лои Фуллер, впервые исполнившей его на театральных подмостках. Сама Лои Фуллер не снималась в фильмах студии Эдисона. Намного позже она всё же исполнила свой танец перед кинокамерой, но эта запись не получила такой известности, как фильм с Аннабелой Мур. «Серпантин» исполнялся с длинными покрывалами, которые окрашивались в разные цвета электрическими прожекторами. Для того чтобы передать все особенности «змеиного танца», плёнка фильма с танцем Аннабель раскрашивалась от руки в Вест-Орэндже.
Съёмка состоялась в павильоне «Чёрная Мария», специально построенном Эдисоном для создания кинороликов с помощью кинетоскопа.
Киноленту иногда называют первым колоризованным фильмом в истории кинематографа. Действительно, это самый ранний сохранившийся до наших дней цветной фильм — однако он снимался как чёрно-белый, и лишь после съёмки каждый кадр был раскрашен вручную.
Лента имела коммерческий успех благодаря шумихе вокруг Аннабелы Мур: «…о ней распространился слух, будто бы она танцевала голой перед гостями наследника цирка Барнума, что подняло цену и спрос на ленты кинетоскопа, на которых она была снята…»